# Estanislao Panelo y González Pastor
Estanislao Panelo y González Pastor nacido como Estanislao José Panelo y González Pastor o simplemente llamado como Estanislao Panelo (Buenos Aires, gobernación del Río de la Plata, Virreinato del Perú, 20 de noviembre de 1751 - ib., Provincias Unidas del Río de la Plata, ca. 1819) era un comerciante, docente y funcionario eclesiástico hispano-argentino que hacía un aporte económico a la Corona española para recobrar la independencia contra la ocupación francesa napoleónica.

## Biografía hasta el cargo de docente misionero

### Origen familiar y primeros años
Estanislao Panelo y González Pastor había nacido el 20 de noviembre de 1751 en la ciudad de Buenos Aires que era la capital de la entonces gobernación del Río de la Plata, la cual era una entidad autónoma del Virreinato del Perú, siendo hijo del rico comerciante sardo-piamontés Juan Antonio Panelo, el primigenio de todos los Panelo rioplatenses, y de su esposa María Gregoria González Pastor, quienes se habían unido en matrimonio el 19 de agosto de 1737 en la iglesia de la Merced de la ciudad de Buenos Aires. Con el nombre de Estanislao José Panelo y González Pastor fue bautizado el día 28 del mes de nacimiento.
Sus abuelos maternos eran los ochavones libertos Sebastián González (n. ib. ca. 1689), un maestro albañil y propietario de una casa que se componía de dos cuartos cubiertos de teja con 17 varas (unidad equivalente a 0,866 metros) de frente y 30 varas de fondo en el lado del Sur del Bajo del Río, y su esposa Lucía Pastor de Arroyo (Buenos Aires, 10 de diciembre de 1690 - ib., e/ agosto y diciembre de 1765), una miembro de la archicofradía de Santa Rosa y quienes también se habían enlazado en La Merced de Buenos Aires el 26 de octubre de 1706. Finalmente Lucía Pastor de Arroyo testó el 18 de julio de 1763.
Era bisnieto materno del capitán Alonso Pastor de Gaete (n. ca. 1665 - f. después de 1758), licenciado en leyes, y de la cuarterona Juana de Arroyo (n. ca. 1675 - f. después de 1738) quien fuera propietaria hacia 1638 de una casa de techo de teja con 35 varas de frente y 70 varas de fondo en la calle de Santiago de Buenos Aires.
Por lo tanto, Estanislao Panelo González Pastor era tataranieto materno del general hispano-castellano Alonso Pastor Ramírez (n. Carrión de los Condes, ca. 1625) —un hijo de Alonso Magdaleno Pastor (n. ca. 1595) y de Catalina Ramírez (n. ca. 1605)— y de su esposa desde 1650, María de Gaete Izarra (n. e/ enero y el 10 de febrero de 1622), la cual para casarse fue dotada el 7 de septiembre de 1649 por sus padres, el general Gaspar de Gaete Cervantes y Jiménez de Gudelo (n. España, 1582 - Buenos Aires, 25 de marzo de 1647) y su cónyuge Polonia de Izarra Astor.

### Viajes comerciales de la familia Panelo por el Pacífico

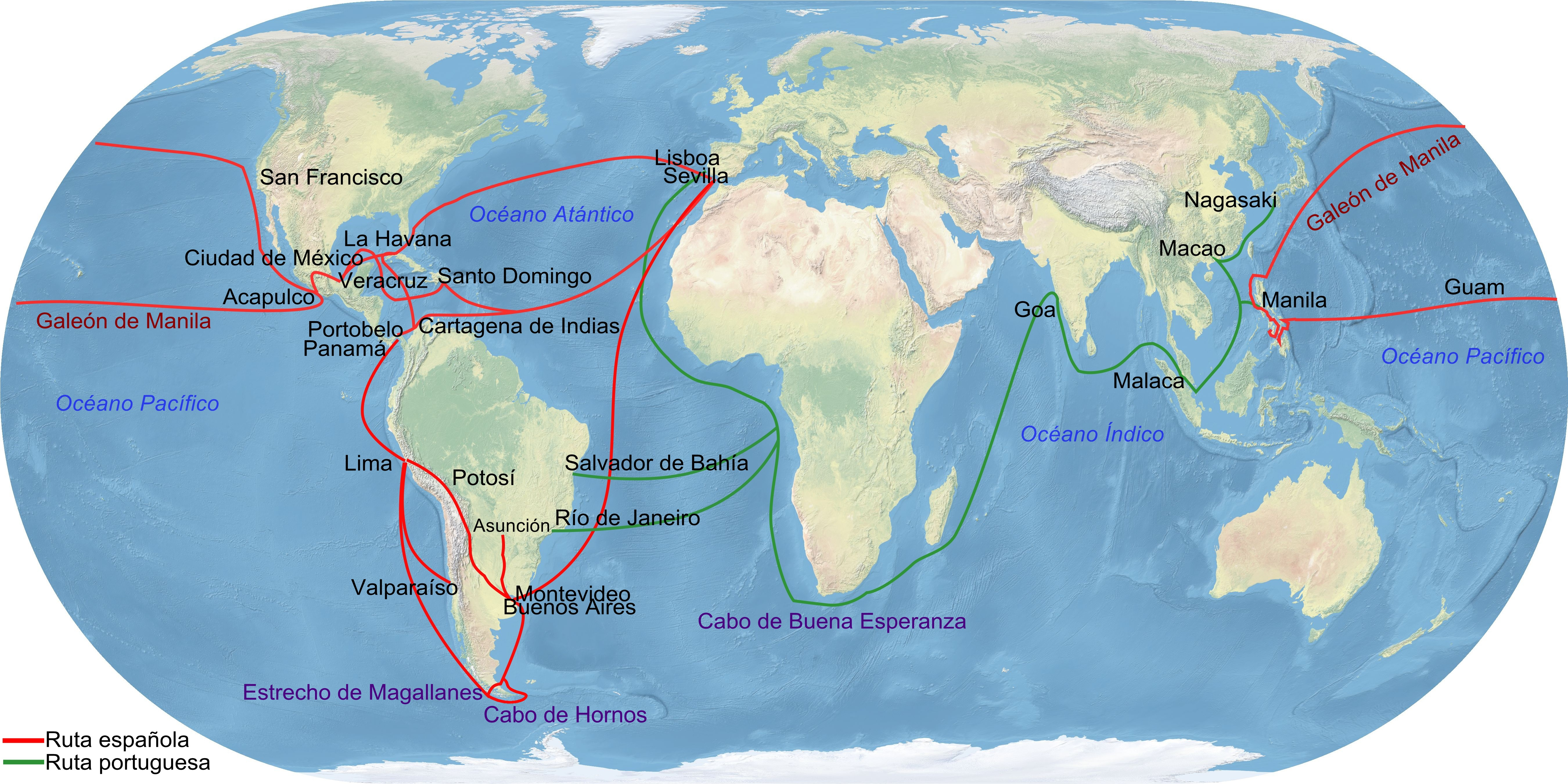
Las principales rutas comerciales del Imperio español con las Indias.

Como sus padres se dedicaban a la industria textil y eran propietarios de una sastrería en la ciudad de Buenos Aires, que era la capital de la gobernación del Río de la Plata y la cual a su vez era una entidad autónoma del Virreinato del Perú, el padre de esta forma fue nombrado veedor gremial. De los nueve tíos maternos solo Juan José González Pastor (n. ib., 1718) figuraba como sastre.
A corta edad, su padre pasó a comerciar a través de la Flota de Indias desde el puerto de Buenos Aires, con la ciudad de Lima, que era la capital virreinal a través de su puerto El Callao, el puerto norteamericano de Acapulco y del asiático de Manila.
En el año 1756, su padre pasó a figurar como escribano en la ciudad de Manila y hacia 1760 fue asignado como director de Comercio de Filipinas, por lo cual hacía los recorridos comerciales del Galeón de Manila del Virreinato de Nueva España, cuyo circuito duraba unos cinco meses.
Durante la ocupación británica de Manila, Antonio Panelo fue nombrado como teniente de gobernador general de Filipinas desde 1762 hasta 1764, y al mismo tiempo era nombrado como alcalde mayor de Pampanga. Una vez liberada de dicha invasión, Panelo permanecería en Filipinas hasta por lo menos el año 1783, tal vez junto a algunos familiares.

### Propietario de tierras porteñas y docencia misionera

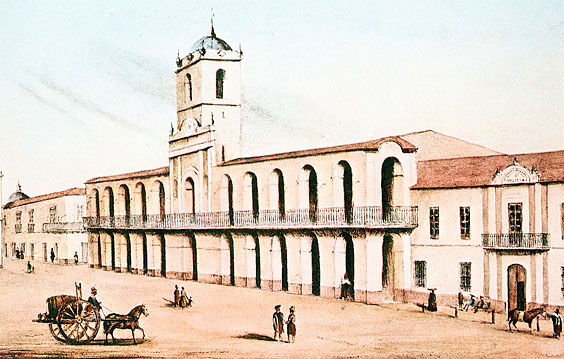
El Cabildo de Buenos Aires (litografía de Alberico Isola, del).

A los 33 años de edad, el rico comerciante Estanislao Panelo González Pastor se convirtió por 480 reales, en propietario de un terreno de 17,5 por 70 varas en la ciudad de Buenos Aires, desde el 9 de diciembre de 1784.
Además como era un maestro de primeras letras debió mudarse en 1788 al pueblo de San Carlos de la entonces tenencia de gobierno de Misiones, que dependía de la intendencia de Buenos Aires, permaneciendo allí hasta el año 1791, fecha que conoció al nuevo cirujano del pueblo Pedro José de Faya (quien se transformaría en el primer dentista colonial argentino desde 1808, cuando fuera enviado a la Patagonia atlántica).

## Funcionario de la Iglesia, aporte a la Corona española y deceso

### Donativos a los soberanos y cargo de notario eclesiástico
Estanislao Panelo quedó registrado en julio de 1793 haciendo un donativo a las arcas de los soberanos españoles y volvió a hacer otro a los mismos el 16 de diciembre del citado año.
Posteriormente, desde el 6 de julio de 1802 hasta el 9 de marzo de 1809, fue nombrado como notario eclesiástico de la vicaría de Arroyo de la China de la comandancia general de los partidos de Entre Ríos, la cual a su vez conformaba a la superintendencia de Buenos Aires del Virreinato del Río de la Plata.

### Aporte económico para la guerra de independencia española

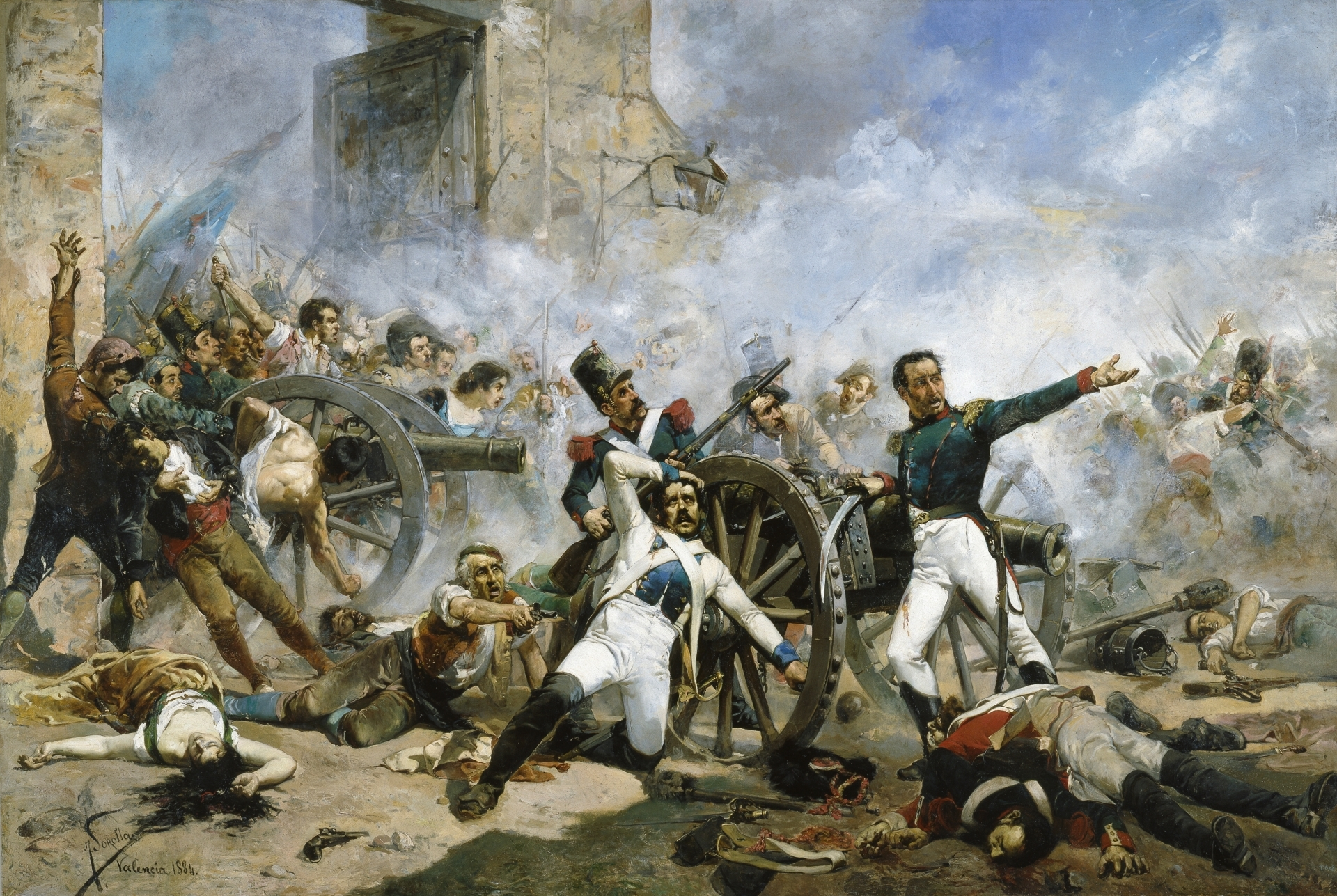
La defensa del parque de Monteleón durante el Levantamiento del 2 de mayo de 1808 en Madrid (óleo de Joaquín Sorolla).

Para sostener a la Corona española en la guerra de independencia contra el Primer Imperio francés de Napoleón Bonaparte, aportaba anualmente 16 pesos duros o bien 128 reales desde 1808 hasta 1814.

### Fallecimiento
El docente Estanislao Panelo González Pastor fallecería en la ciudad de Buenos Aires, la cual era la capital de las entonces Provincias Unidas del Río de la Plata, hacia el año 1819.

## Matrimonio y descendencia
El rico comerciante Estanislao José Panelo y González Pastor (n. Buenos Aires, 20 de noviembre de 1751) se había unido en matrimonio hacia 1778 con Olegaria de Melo (n. ca. 1758 - f. ca. 1828) y con quien concibió por lo menos a dos hijos:
- Julián Panelo de Melo[1][26] (n. Buenos Aires,[1] 1780),[1] era un rico hacendado,[26] socio fundador de la Sociedad Patriótica[26] y uno de los que financió a los Treinta y Tres Orientales en 1825[26][27] para la recuperación de la Provincia Oriental que se encontraba en poder del Imperio del Brasil.[26] Se unió en matrimonio en Buenos Aires[1] el 2 de octubre[1] de 1810[1] con María Vicenta Pérez de Saravia y Pérez[1][26] (n. Montevideo, ca. 1790), una hija legítima de Manuel Pérez de Saravia[1] (n. ca. 1753) y de Catalina Pérez,[1] y nieta paterna de Francisco Pérez de Saravia,[26] primer teniente de gobernador de Yapeyú[26] desde 1771 hasta 1774, y de su esposa Sabina Gregoria Josefa de Sorarte Andonaegui y Báez de Alpoin. Fruto de dicho enlace entre Julián Panelo de Melo y María Vicenta Pérez de Saravia hubo por lo menos tres[26][28] hijos documentados, siendo el primogénito Estanislao Panelo y Pérez de Saravia que se casaría con Doraliza Rivas.[28]

- Pantaleón José Feliciano Panelo[29] (Buenos Aires, 27 de julio de 1784 - Concepción del Uruguay, provincia de Entre Ríos, e/ agosto y diciembre de 1826) era un hacendado que adquirió en el año 1816 la estancia San Pedro[29] del departamento entrerriano de Concepción del Uruguay, y que posteriormente —luego de ser disuelta la efímera y semiindependiente República de Entre Ríos del gobernador Francisco Ramírez, la cual abarcaba la totalidad de la Mesopotamia argentina— fuera elegido diputado departamental el 11 de noviembre de 1821, para integrar el primer Congreso provincial bajo la convocatoria del gobernador Lucio Norberto Mansilla, y al año siguiente, fue uno de los cinco firmantes del Estatuto Constitucional de Entre Ríos del 13 de marzo de 1822, pero por problemas de salud tuvo que renunciar el 12 de noviembre del mismo año. Pantaleón Panelo se casó con Petrona Pérez,[29][30] y concibieron tres hijos: Luisa[29] (n. 1816), Gregorio[29] (n. 1818) y Manuela Panelo[29] (n. 1819),[29] y dos décadas después de viuda vendió el 5 de diciembre de 1846[30] la citada estancia San Pedro de su difunto marido por la suma de $ 15.200 al entonces gobernador entrerriano Justo José de Urquiza.[30]